# 1983
1983 (MCMLXXXIII) fue un año común comenzado en sábado en el calendario gregoriano. Fue designado el Año Mundial de las Comunicaciones por la Organización de las Naciones Unidas.

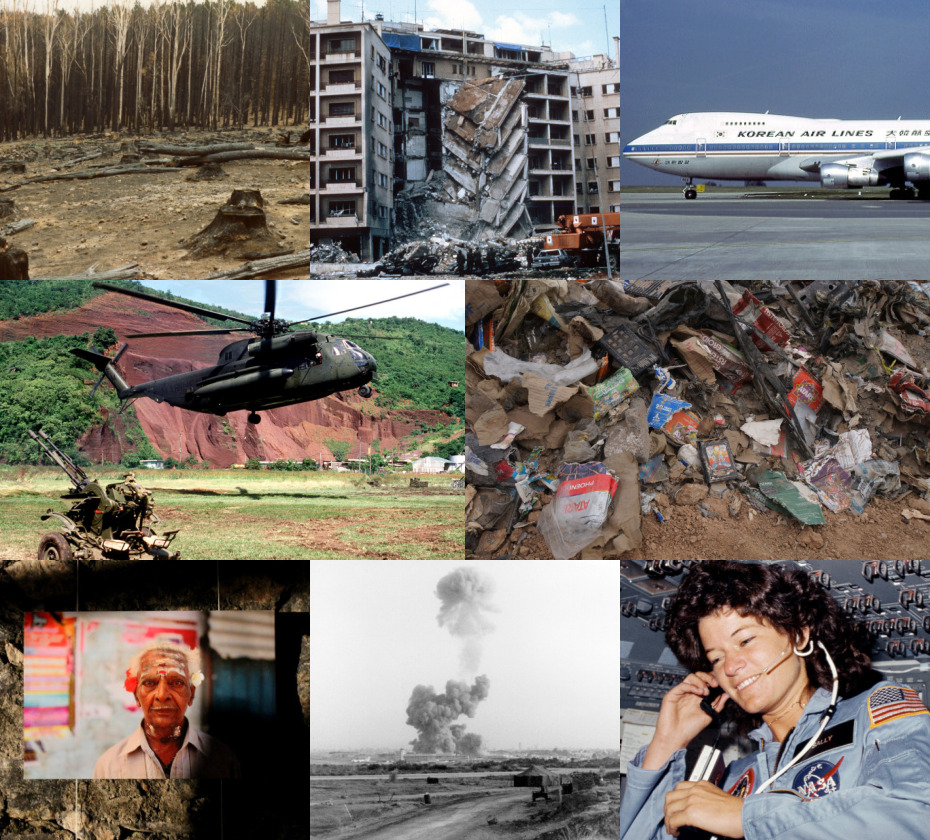
En el sentido de las agujas del reloj desde la parte superior izquierda: los incendios forestales del Miércoles de Ceniza quemaron alrededor de 2.080 km2 (513.979 acres) matando a 75 personas en Victoria y Australia Meridional; un atentado suicida en Beirut (Líbano) mató a 63 personas (más el terrorista suicida) e hirió a 120; El Sukhoi Su-15 soviético dispara al vuelo 007 de Korean Air Lines matando a 259 pasajeros; la crisis del videojuego de 1983 provocó una recesión a gran escala en la industria de los videojuegos de América del Norte; Sally Ride se convirtió en la primera mujer estadounidense en el espacio durante la misión STS-7; un camión bomba explotó en Beirut matando a más de 80 personas e hiriendo a más de 200; se lleva a cabo un pogromo contra los tamiles en Sri Lanka; Estados Unidos y una coalición de seis naciones caribeñas invadieron la nación insular de Granada.

El año 1983 vio tanto el comienzo oficial de Internet como la primera llamada a través de un teléfono móvil.

## Acontecimientos

### Enero
- 1 de enero: ARPANET deja de lado el protocolo NCP y adopta el TCP/IP. Se trata de un hito importante en la historia de Internet.
- 2 de enero: en Venezuela se inaugura oficialmente el Metro de Caracas.
- 4 de enero: en Kabul (Afganistán), en el ámbito de la guerra ruso-afgana, intereses soviéticos son atacados en una cadena de atentados. Asimismo, soldados afganos se amotinan matando a una treintena de oficiales.[1]
- 6 de enero: En Estados Unidos, se funda la banda de punk y rock alternativo Red Hot Chili Peppers.
- 8 de enero: Estalla un gran motín en la infame prisión Sing Sing de Nueva York.
- 19 de enero: Muerte de Ham, el primer homínido en volar al espacio exterior y sobrevivr.
- 19 de enero: En Estados Unidos, anuncian el Apple Lisa, el primer computador personal liberado al comercio, de la empresa Apple Computer, Inc. que tiene una interfaz de usuario gráfica y un ratón.
- 22 de enero: en el Hospital de Bellvitge de Barcelona (España) se realiza el primer trasplante de hígado del país.
- 23 de enero: en Estados Unidos se emite por primera vez la serie de televisión El equipo A.
- 23 de enero: el tenista sueco Björn Borg, pentacampeón del torneo de Wimbledon, se retira de la alta competición.
- 23 de enero: en Perú, se crea el canal de televisión Latina TV
- 24 de enero: en Nueva York, el tenista estadounidense John McEnroe vence al checoslovaco Ivan Lendl y se proclama campeón del (Tennis Masters Cup).
- 25 de enero: en la Ciudad del Vaticano, el papa Juan Pablo II promulga el nuevo Código de Derecho Canónico.
- 26 de enero: en el departamento de Ayacucho (centro de Perú), los pobladores de la aldea de Uchuracay matan a machetazos a ocho periodistas, creyéndolos senderistas; el año anterior, Sendero Luminoso había matado a 135 hombres, mujeres y niños.

### Febrero
- 2 de febrero: en Ginebra se reanudan las negociaciones soviético-estadounidenses START, referidas a la reducción del armamento estratégico.
- 4 de febrero: Fallece la vocalista Karen Carpenter de The Carpenters a los 32 años de Anorexia.
- 4 de febrero: En el Instituto Pasteur, Charlie Dauguet descubre partículas similares al retrovirus HTLV descubierto por Robert Gallo en 1980 en cultivo con un microscopio electrónico y la compara resultando negativo. El equipo de Pasteur ha descubierto un nuevo retrovirus, el virus causante del sida.[2]
- 6 de febrero: en Paraguay, Alfredo Stroessner es reelegido como presidente.
- 7 de febrero: en España se realiza el primer trasplante de páncreas.
- 7 de febrero: Irán lleva a cabo una gran ofensiva contra Irak.
- 7 de febrero: en Madrid se abren las puertas del remodelado Palacio de El Pardo, destinado en el futuro a residencia de jefes de Estado extranjeros en visita a España.
- 13 de febrero: en Turín (Italia) mueren 64 jóvenes en el incendio de un cine.
- 14 de febrero: Ariel Sharón dimite como ministro de Defensa de Israel, acusado de instigar la matanza en los campos de palestinos de Sabra y Chatila (en Beirut).
- 16 de febrero: la población de Sagunto (Valencia) inicia una huelga general en defensa de la pervivencia de los Altos Hornos del Mediterráneo.
- 16 de febrero: son detenidos en España los presuntos implicados en la matanza de Bolonia, que tuvo lugar el 2 de agosto de 1980.
- 17 de febrero: se aprueban en España los Estatutos de Autonomía de Baleares, Castilla y León, Extremadura y Madrid.
- 18 de febrero: en Seattle (Estados Unidos), 13 personas mueren tiroteadas. (Matanza de Wah Mee).
- 18 de febrero: la dimisión de Landelino Lavilla como presidente de UCD hace presagiar el fin de este partido.
- 18 de febrero: en Venezuela sucede el Viernes Negro: después de un siglo de estabilidad económica, el Banco Central anuncia la devaluación del bolívar venezolano, dando inicio a una prolongada crisis económica en el país petrolero.
- 19 de febrero: en la abandonada estación Moreno ―que se encuentra a 66 km al norte de Empalme, y a 75 km al sur de Hermosillo― un tren de carga choca contra un tren de pasajeros (estacionado por problemas técnicos) sin señalización adecuada. Mueren unas 400 personas.[3]
- 20 de febrero: en el estado federado de Assam (India) se desatan sangrientos disturbios durante las elecciones celebradas en ese estado.
- 22 de febrero: finaliza en Argel la reunión del Consejo Nacional Palestino, con la reelección de Yasir Arafat como presidente de la OLP.
- 22 de febrero: en España, José María Ruiz-Mateos declara en una rueda de prensa que «[la empresa] Rumasa no necesita dinero del Estado para subsistir».
- 23 de febrero: en España, el Gobierno de Felipe González nacionaliza la empresa Rumasa.
- 24 de febrero: en España, el Gobierno aprueba el proyecto de incompatibilidades para los altos cargos.
- 28 de febrero: se lanza por primera vez al mercado el CD.

### Marzo
- 1 de marzo: en España entran en vigor los estatutos de autonomía de la Comunidad de Madrid y de las Islas Baleares.
- 2-7 de marzo: Juan Pablo II recorre Centroamérica.
- 5 de marzo: Bob Hawke gana las elecciones de Australia.
- 6 de marzo: se realizan las elecciones en Alemania y Francia.
- 7 de marzo: 
  - es secuestrado en pleno vuelo el vuelo 013 de Balkan Bulgarian Airlines, por cuatro secuestradores armados con cuchillos; es abatido por la policía de Bulgaria uno de ellos después del aterrizaje en el aeropuerto de Varna.
  - en Estados Unidos empieza a transmitir el canal TNN, luego renombrado Spike TV.
- 8 de marzo: en los Estados Unidos, el presidente Ronald Reagan llama a la Unión Soviética «imperio del mal».
- 9 de marzo: el Canal 8 de Televisa cambia su orientación al convertirse en canal cultural. 2 años después cambia su frecuencia a Canal 9.
- 11 de marzo: Bob Hawke se convierte en primer ministro de Australia.
- 11 de marzo: se publica el álbum Metal Health, tercer álbum de estudio de Quiet Riot. Es el primer disco de heavy metal en llegar al puesto #1 del Billboard.
- 22 de marzo: en Israel es nombrado presidente el laborista Haim Herzog.
- 23 de marzo: Ronald Reagan anuncia el Sistema Estrátégico de Defensa, conocido como «Guerra de las Galaxias» (por la película Star Wars).
- 27 de marzo: se estrena en la cadena de televisión ABC la miniserie The thorn birds.
- 31 de marzo: la ciudad de Popayán, en Colombia, es destruida por un terremoto de 5,5, dejando un saldo de 267 fallecidos.

### Abril
- 4 de abril: primer vuelo del transbordador espacial Challenger de la NASA.
- 6 de abril: en Managua (Nicaragua) es asesinada la Comandante Ana María (53), guerrillera salvadoreña fundadora del FMLN (Frente Farabundo Martí para la Liberación Nacional).
- 12 de abril: en Managua (Nicaragua) se suicida el Comandante Marcial (64), guerrillero salvadoreño líder del FMLN, por haber sido señalado injustamente como autor del asesinato de su adversaria política Comandante Ana María.
- 14 de abril: en un pozo a 533 metros bajo tierra, en el área U7bu del Sitio de pruebas atómicas de Nevada (a unos 100 km al noroeste de la ciudad de Las Vegas), a las 11:05 (hora local) Estados Unidos detona su bomba atómica Turquoise, de 84 kt. Es la bomba n.º 991 de las 1132 que Estados Unidos detonó entre 1945 y 1992.
- 17 de abril: en San Pedro Sula inicia sus transmisiones CBC Canal 6 en Honduras.
- 18 de abril: la embajada estadounidense en Beirut (Líbano) es bombardeada.
- 18 de abril: se inicia la transmisión de Disney Channel en Estados Unidos.
- 18 de abril: en Perú inicia sus transmisiones Andina de Televisión (ATV).
- 23 de abril: en Múnich (Alemania), la canción «Si la vie est cadeau», de Corinne Hermès, gana por Luxemburgo la XXVIII edición de Eurovisión.
- 24 de abril: en el autódromo de Riverside (Estados Unidos) fallece en accidente el piloto alemán Rolf Stommelen.
- 25 de abril: en Portugal se realizan las elecciones.
- 27 de abril: cerca de la población ecuatoriana de Chunchi (en la provincia de Chimborazo) sucede un alud de lodo. Solo queda un sobreviviente; mueren unas 100 personas.
- 28 de abril: fallece en accidente aéreo el guerrillero colombiano Jaime Bateman Cayón.

### Mayo
- 2 de mayo: en la ciudad californiana de Coalinga se registra un terremoto de 6,2 donde mueren 24 personas.
- 2 de mayo: La OMS informa que cada año se producen 100.000 suicidios en Europa.
- 5 de mayo: en Argentina se produce otro secuestro de los Puccio: la víctima es Eduardo Aulet.
- 6 de mayo: en Alemania, la revista Stern publica los Diarios de Hitler. Más tarde se descubrirá que son falsificaciones.
- 8 de mayo: en España se celebran elecciones municipales (2.ª legislatura).
- 9 de mayo: el papa Juan Pablo II retira la condena de la Iglesia católica contra el astrónomo Galileo Galilei.
- 11 de mayo: en Chile se desarrolla la Primera Jornada de Protesta Nacional, convocada por la Confederación de Trabajadores del Cobre, para manifestar su oposición a la dictadura de Augusto Pinochet.
- 12 de mayo: Se reporta el primer caso de sida en el Perú.[4]
- 20 de mayo: la revista Science publica el descubrimiento del Virus de la inmunodeficiencia humana realizado por Luc Montagnier.
- 25 de mayo: se estrena El Retorno del Jedi, última película de la trilogía original de Star Wars.
- 26 de mayo: en Japón, se registra un terremoto de 7,8 y un destructivo tsunami con olas de hasta 10 metros que dejan 104 muertos.
- 28 de mayo: se realiza la Cumbre del G-7 de Williamsburg (Estados Unidos).
- 30 de mayo: se establece el Parlamento de Canarias.

### Junio
- 2 de junio: en México se inaugura la 4.ª Edición de la Copa Mundial de Fútbol Juvenil.
- 9 de junio: en el Reino Unido, el Partido Conservador de Margaret Thatcher vence en las elecciones generales.
- 9 de junio: en Portugal, Mário Soares es elegido primer ministro por segunda vez.
- 12 de junio: en el cerro de Peñablanca, 45 minutos a pie desde Villa Alemana, 115 km al noroeste de Santiago de Chile, un joven de 17 años, Miguel Ángel Poblete (que en 1990 cambiará de sexo y se hará llamar Karole Romanov), que había subido con dos amigos de su edad para drogarse con neopreno, afirma que vio personalmente a la Virgen María, que ―en el marco de la dictadura de Pinochet (1973‑1990), que mató por lo menos a 3227 comunistas― le dijo que «hay que odiar el comunismo pero amar al comunista». Hasta la actualidad, los católicos chilenos asisten al Santuario de la Virgen de Peñablanca.
- 13 de junio: la sonda estadounidense Pioneer 10 supera la órbita del planeta Neptuno ―que en ese momento el planeta más distante del Sol debido a la excentricidad de la órbita de Plutón― y se convierte en el primer objeto creado por el hombre en pasar la órbita del planeta más distante del sistema solar. Actualmente viaja a 131 200 km/h (36.44 km/s) pero esa velocidad disminuye progresivamente debido a la influencia gravitatoria del Sol. Viaja hacia la estrella Aldebarán (a 65.1 años luz de distancia), de la que se convertirá en satélite dentro de 1,69 millones de años.
- 14 de junio: en Chile se desarrolla la Segunda Jornada de Protesta Nacional. En la ocasión mueren dos manifestantes.
- 15 de junio: en Perú culmina el fenómeno de El Niño, dejando a su paso una estela de destrucción en todo el país, especialmente en el extremo norte y el altiplano andino.
- 15 de junio: se aprueba la ley de normalización lingüística en Galicia.
- 16 de junio: Yuri Andrópov se convierte en presidente del Presidium del Sóviet Supremo de la Unión Soviética.
- 18 de junio: Sally Ride se convierte en la primera mujer del continente americano en viajar al espacio como tripulante en el transbordador espacial Challenger de la NASA.
- 19 de junio: en Ciudad de México (México) finaliza la Copa Mundial de Fútbol Juvenil de 1983 donde la Selección de Brasil se consagró campeón del mundo en esta categoría por primera vez al vencer en la final a la Selección Argentina por 1-0.
- 22 de junio: en Ciudad del Vaticano desaparece en circunstancias misteriosas la joven de 15 años Emanuela Orlandi.
- 23 de junio: en la Universidad del Sur de California, los ingenieros Jon Postel y Paul Mockapetris diseñan un componente clave de la internet, el DNS.[5]
- 24 de junio: en La Habana se suicida el expresidente cubano Osvaldo Dorticós.
- 25 de junio: en España es abolido formalmente el uso del garrote vil, forma de ejecutarse la pena de muerte desde 1820 hasta la abolición total de la pena de muerte con la Constitución de 1978.

### Julio
- 5 de julio: en Turquía, un terremoto de 6,1 deja 5 muertos.
- 7 de julio: se aprueba la denominada ley de normalización lingüística en Cataluña
- 8 de julio: en la localidad de Getafe (Madrid), se funda el Getafe Club de Fútbol.
- 11 de julio: la neozelandesa Lorraine Downes gana la corona del Miss Universo.
- 14 de julio: Nintendo estrena el videojuego de Arcade, Mario Bros.
- 15 de julio: ocurre un atentado terrorista perpetrado por ASALA en el aeropuerto de Orly (Isla de Francia) (Francia) que deja 8 muertos y 56 heridos.
- 15 de julio: en Japón, Nintendo lanza su segunda consola doméstica, la Famicom.
- 18 de julio: en Colombia, el M-19 confirma la muerte en accidente de su líder Jaime Bateman.
- 21 de julio: en la Base Vostok (Antártida) se registra la temperatura más baja en nuestro planeta: –89,2 °C. Es el récord desde que se registran temperaturas.
- 22 de julio: patrulleras de Honduras y Nicaragua entablan un breve combate naval y buques de guerra estadounidenses navegan frente a las costas de Nicaragua.
- 22 de julio: se proclama en Polonia una amnistía parcial y condicional, mientras la Dieta aprueba numerosas leyes represivas.
- 23 de julio: en Venezuela, el rey español Juan Carlos I firma la Declaración de Caracas] con motivo del bicentenario del nacimiento de Simón Bolívar.
- 24 de julio: bicentenario del natalicio de Simón Bolívar.
- 24 de julio: Irán anuncia el comienzo de una nueva ofensiva contra Irak, en una guerra que ya se ha cobrado medio millón de muertos.
- 25 de julio: Estados Unidos: Se publica el álbum debut de la banda Metallica: "Kill 'Em All"
- 27 de julio: en Gärmersdorf bei Amberg (Alemania) se registra la temperatura más alta en la Historia de ese país: 40,2 °C (104,4 °F).
- 27 de julio: Estados Unidos: Se publica el álbum debut de la cantante Madonna: "Madonna (álbum)"
- 29 de julio: en Ciudad de México (México) muere el cineasta Luis Buñuel.
- 30 de julio: entra en vigor en España la nueva ley laboral que establece las 40 horas semanales de trabajo y los 30 días de vacaciones anuales.

### Agosto
- 2 de agosto: muere el bajista James Jamerson a causa de una Neumonía

- 8 de agosto: en Guatemala, el general Óscar Humberto Mejía Víctores perpetra un golpe de Estado derrocando al dictador Efraín Ríos Montt.
- 10 de agosto: inauguración de la 32.ª edición de Copa América sin sede fija.
- 11 de agosto: en el campo de pruebas de Nevada (100 km al noroeste de la ciudad de Las Vegas), a las 6:00 hora local Estados Unidos detona la bomba atómica Sábado (de 5 kilotones), la bomba n.º 995 de las 1129 que Estados Unidos hizo detonar entre 1945 y 1992.
- 11 y 12 de agosto: en Chile se desarrolla Cuarta Jornada de Protesta Nacional. Se declara toque de queda a las 18:30 horas. El saldo final de las protestas es de 27 muertos.
- 17 de agosto: un terremoto de 6,5 sacude la isla filipina de Luzón dejando 16 muertos y 47 heridos.
- 18 de agosto: el huracán Alicia golpea la costa de Texas, causando la muerte de 22 personas y cuantiosos daños materiales.
- 26 de agosto: se producen inundaciones en el norte de España y sur de Francia, causando 48 muertos.
- 27 de agosto: en Pakistán entran en su decimocuarto día los motines antigubernamentales.
- 27 de agosto: en el área de pruebas atómicas de Nevada (a unos 100 km al noroeste de la ciudad de Las Vegas), a las 6:00 (hora local), Estados Unidos detona a 200 m bajo tierra su bomba atómica Jarlsberg, de 2 kt. Es la bomba n.º 996 de las 1129 que Estados Unidos detonó entre 1945 y 1992.
- 27 de agosto: en Madrid nace Javier Ayuso
- 30 de agosto: es asesinado el intendente de Santiago de Chile, general (R) Carol Urzúa, junto con sus dos escoltas, a manos del Movimiento de Izquierda Revolucionaria.

### Septiembre
- 1 de septiembre: en plena Guerra Fría, el vuelo 007 de Korean Air ingresa erróneamente en el espacio aéreo soviético y es derribado por aviones caza de combate; mueren los 269 ocupantes.
- 1 de septiembre: en el área de pruebas atómicas de Nevada (a unos 100 km al noroeste de la ciudad de Las Vegas), a las 6:00 (hora local), Estados Unidos detona a 624 m bajo tierra su bomba atómica Chancellor, de 143 kt. Es la bomba n.º 997 de las 1129 que Estados Unidos detonó entre 1945 y 1992.
- 5 al 16 de septiembre: en Apia, Samoa se celebran los Juegos del Pacífico Sur 1983.
- 5 de septiembre: DiC Entertainment estrena por primera vez el Inspector Gadget.
- 10 de septiembre: en Barcelona (España) se inaugura el canal Televisión de Cataluña (TV3).
  - Un terremoto de 5,3 sacude Serbia dejando a 200 personas sin hogar y dañando 1.200 edificios.
- 15 de septiembre: el boxeador peruano Orlando Romero pelea contra el estadounidense Ray Mancini.[6]
- 19 de septiembre: San Cristóbal y Nieves se independiza del Imperio británico
Se emitió el primer capítulo de la serie de culto francesa, Téléchat.
- 22 de septiembre: en el área U4o del Sitio de pruebas atómicas de Nevada (a unos 100 km al noroeste de la ciudad de Las Vegas), a las 7:00 (hora local) Estados Unidos detona a 533 m bajo tierra su bomba atómica Techado, de 2 kt. Es la bomba n.º 1001 de las 1129 que Estados Unidos detonó entre 1945 y 1992.
- 23 de septiembre: en la ciudad de San Martín, en el Gran Buenos Aires (Argentina), dentro de las instalaciones del Centro Atómico Constituyentes se produce el accidente nuclear del reactor RA-2, el más grave en la historia del desarrollo nuclear de ese país.
- 26 de septiembre: un error en un satélite pone al mundo a escasos minutos de una guerra nuclear total (Incidente del equinoccio de otoño), evitada por el teniente soviético Stanislav Petrov.
- 27 de septiembre: Richard Stallman (39) anuncia el desarrollo del sistema operativo GNU.

### Octubre
- 3 de octubre: en Japón entra en erupción el monte Oyama; destruye 400 casas, incendia unos bosques y un lago.
- 5 de octubre: es descubierto un asteroide 9007 James Bond.
- 9 de octubre: en la ciudad de Guatemala es secuestrado Pedro Julio García (presidente del diario Prensa Libre).
- 11 de octubre el vuelo 710 de Air Illinois que volaba de Chicago a Carbondale (Estados Unidos) se estrella cerca de Pinckneyville: fallecen todos sus ocupantes.
- 13 de octubre: el municipio murciano de Los Alcázares se independiza de los municipios de San Javier y Torre Pacheco.
- 20 de octubre: centenario del Tratado de Ancón: Perú cede a Chile las provincias de Arica y Tarapacá.
- 25 de octubre: en Granada, las tropas de Estados Unidos invaden la isla; comienzo de la invasión de Granada.
- 28 de octubre: en el estado de Idaho se registra un terremoto de 6,9.
- 29 de octubre:  en Washington D. C. (Estados Unidos), la canción Estrela de papel de Jessé, gana por Brasil la XII edición de Festival OTI.
- 30 de octubre: un terremoto de 6,8 en Turquía deja como saldo 1.340 muertos.
  - Primeras elecciones democráticas en Argentina tras siete años de la dictadura militar más sangrienta de su Historia.
  - Se asume la democracia en Argentina después de que los militares estuvieran al poder.

### Noviembre
- 4 de noviembre: finaliza la Copa América en Salvador de Bahía (Brasil) y Uruguay Consigue 12.º título de Copa América tras ganarle en dos partidos de ida y vuelta a Brasil con un global de 3-1.
- 7 de noviembre: en China, un terremoto de 5,7 deja 34 muertos y 2.000 heridos.
- 8 de noviembre: Un terremoto de 4,7 sacude Bélgica dejando 2 muertos, 30 heridos y más de 16.000 edificios dañados.
- 9 de noviembre: Nace el artista visual y músico regio Alejandro Lizaola en (México).
- 14 de noviembre: España reconoce a la República Árabe Saharaui Democrática (RASD).
- 15 de noviembre: la parte turca de Chipre se declara independiente.
- 16 de noviembre: en Hawái se registra un terremoto de 6,7 que deja 6 heridos y provoca deslizamientos de tierra en toda la isla.
- 17 de noviembre: en México se funda el Ejército Zapatista de Liberación Nacional (EZLN).
- 17 de noviembre: en Costa Rica, el presidente Luis Alberto Monge proclama la neutralidad perpetua, activa y no armada de su país.
- 27 de noviembre: en Madrid, se estrella un avión Boeing 747 de la aerolínea Avianca, que cubría el vuelo París - Bogotá (véase Vuelo 11 de Avianca); mueren 181 de sus 192 ocupantes; entre ellos, varios escritores, entre los que se encontraba el mexicano Jorge Ibargüengoitia y el peruano Manuel Scorza. Diez días después ocurrirá otra colisión.
- 30 de noviembre: en Buenos Aires (Argentina) ―en el marco de la sangrienta dictadura cívicomilitar argentina (1976-1983)―, un tribunal militar liderado por Cristino Nicolaides condena al coronel Juan Jaime Cesio.
  - en el archipiélago de Chagos se registra un terremoto de 7,7 y un tsunami.

### Diciembre
- 4 de diciembre: en Venezuela, Jaime Lusinchi gana las elecciones presidenciales.
- 4 de diciembre: La organización terrorista GAL secuestra a Segundo Marey.
- 7 de diciembre: en las pistas del aeropuerto de Barajas (Madrid) se estrella un avión de Iberia debido a la niebla, con otro de Aviaco, muriendo 93 personas. Solo 10 días antes, otro accidente aéreo se había cobrado 181 vidas en el mismo aeropuerto.
- 8 de diciembre en Argentina inicia sus transmisiones en la ciudad de San Miguel de Tucumán, Argentina LRK 458 TV Canal 8 de Tucumán (El Ocho TV).
- 9 de diciembre: en un pozo a 244 metros bajo tierra, en el área U3Ls del Sitio de pruebas atómicas de Nevada (a unos 100 km al noroeste de la ciudad de Las Vegas), a las 8:00 (hora local) Estados Unidos detona su bomba atómica Muggins, de 1,5 kt. Es la bomba n.º 1005 de las 1131 que Estados Unidos detonó entre 1945 y 1992.
- 10 de diciembre: en Argentina, Raúl Alfonsín asume la presidencia después de la dictadura Militar (1976-1983).
- 13 de diciembre: en los Estados Unidos, en un partido de la NBA, entre Denver Nuggets, y Detroit Pistons termina con un resultado de 186 a 184 a favor de Detroit Pistons, siendo el partido de la historia de la NBA con más puntos (Con 370 Puntos)
- 14 de diciembre: en Chile, inicia sus actividades el Frente Patriótico Manuel Rodríguez (brazo armado del Partido Comunista) con un apagón eléctrico a nivel nacional. Junto con ello, se suceden las masivas protestas en las calles de Santiago y diversas ciudades del país, la oposición al Régimen de Augusto Pinochet, no se detendrá.
- 14 de diciembre: en Medellín (Colombia) se estrella un Boeing 707-373C de Tampa Cargo poco después de despegar del aeropuerto Olaya Herrera. Mueren los tres tripulantes a bordo incluyendo 22 personas en tierra.
- 17 de diciembre: en Madrid, un incendio en la discoteca Alcalá 20 causa la muerte de 83 personas.
- 17 de diciembre: en Londres (Gran Bretaña) un coche bomba del IRA mata a 6 personas y hiere a 90.
- 20 de diciembre: en El Salvador entra en vigencia la Constitución de la República aprobada por una Asamblea Constituyente.
- 21 de diciembre: España gana por 12 goles a 1 a Malta en el estadio Benito Villamarín de Sevilla para la clasificación de la Eurocopa 1984.
- 22 de diciembre: En Guinea, un terremoto de 6,3 deja un saldo de 500 fallecidos y 1.500 heridos.
- 31 de diciembre: Brunéi se independiza del Reino Unido.
- 31 de diciembre: en Francia explotan dos bombas. Una, en un tren de París, mata a 3 personas y hiere a 19. La otra, en una estación de Marsella, mata a 2 y hiere a 34.
- 31 de diciembre: Un terremoto de 7,4 sacude el noreste de Afganistán provocando 26 muertos y cientos de heridos.

## Arte y literatura
- 6 de enero: Salvador García Aguilar obtiene el premio Nadal por su novela Regocijo en el hombre.
- Se publica El color de la magia, primera novela de la saga Mundodisco, del escritor británico Terry Pratchett.
- Se publica Los escarabajos vuelan al atardecer, de la escritora sueca María Gripe.

## Ciencia y tecnología
- Empieza el uso de gráficos por computadora en la televisión
- 10 de enero: astrónomos británicos descubren un nuevo pulsar con una capacidad energética mayor que la del Sol.
- 21 de julio: en la Base Vostok de la Antártida se llega a los –89,2 °C, la temperatura más baja registrada jamás en la Tierra.
- 10 de noviembre: en los Estados Unidos, la empresa Microsoft anuncia la primera versión de Windows denominada Windows 1.0, no publicada hasta 1985.
- En el CERN se descubren los bosones W y Z.
- En los Estados Unidos, la empresa Sequential Circuits presenta e implementa el sistema MIDI (interfaz digital de instrumentos musicales).
- En los Estados Unidos, la empresa Microsoft presentó el sistema MSX.

### Consolas y videojuegos
- Nintendo saca a la venta su nueva consola de sobremesa Famicom en Japón (Conocida como NES fuera de ese país).
- En Reino Unido se lanza Bugaboo (The Flea) también conocido como La Pulga, videojuego que inicia la edad de oro del software español.
- Nintendo lanza el revolucionario videojuego Mario Bros. junto con Donkey Kong 3.
- Ocurre el evento del videojuego "Five Nights At Freddy" conocido como la mordida del 83, en donde un niño muere a manos de un animatrónico al ser mordido por este en el lóbulo frontal.

## Deporte
- El Hamburgo S.V. alemán gana la Copa de Europa venciendo en la final 1-0 a la Juventus.
- Juegos Panamericanos de 1983 en Caracas (Venezuela).
- El FC Barcelona, campeón de la Liga Española de Baloncesto (1957-1983).
- El Fútbol Club Barcelona se proclama campeón de la Copa del Rey de Baloncesto.
- El Athletic Club vuelve a ganar la Liga Española.
- Campeonato del Mundo de Atletismo: Se celebra la primera edición en Helsinki (Finlandia).
- El FC Barcelona, campeón de la Copa de Europa de Hockey sobre patines.
- Balón de Oro: la revista France Football designa «mejor futbolista del mundo» de este año al francés Michel Platini, de la Juventus.
- Sporting Cristal se corona por octava vez como campeón de la liga peruana de fútbol.
- Campeonato Uruguayo de Fútbol: Nacional se consagra campeón por trigésimocuarta vez.
- Campeonato Argentino de Fútbol: Club Estudiantes de La Plata se consagra campeón del torneo Nacional 83'.
- Campeonato Argentino de Fútbol: el 22 de diciembre, Club Atlético Independiente se consagra campeón del torneo Metropolitano ’83. Su clásico rival, Racing Club, desciende por única vez en su historia.
- Fútbol Profesional Colombiano: América de Cali (3.ª vez).
- Campeonato Ecuatoriano de Fútbol: El Nacional obtiene su séptimo título y a su vez el bicampeonato (1982-1983).
- Primera División de Chile: Colo-Colo campeón por decimocuarta vez.
- División Mayor del Básquetbol de Chile: Universidad Católica campeón.
- En México se funda el Club Santos Laguna.

- España gana el mundial de remo en la modalidad de banco móvil con un 8+.

### Automovilismo
- Fórmula 1: Nelson Piquet se consagra campeón del mundo. Ferrari gana el campeonato de constructores.
- WRC: Hannu Mikkola gana el título a bordo de un Audi Quattro
- Rally Dakar: Jacky Ickx gana la competencia a bordo de un Mercedes 280G
- NASCAR: Bobby Allison gana el título a bordo de un Buick Regal
- Champ Car: Al Unser gana el título a bordo de un Penske Cosworth
- 500 Millas de Indianápolis: Tom Sneva gana la competencia a bordo de un March Cosworth
- Turismo Carretera: Roberto Mouras gana el título a bordo de una Dodge GTX
- Turismo Competición 2000: Luis Rubén Di Palma gana el título a bordo de un VW 1500

### Tenis
- Abierto de Australia: Hombres: Mats Wilander vence a Ivan Lendl. Mujeres: Martina Navratilova vence a Kathy Jordan.
- Roland Garros: Hombres: Yannick Noah vence a Mats Wilander. Mujeres: Chris Evert vence a Mima Jausovec.
- Wimbledon: Hombres: John McEnroe vence a Chris Lewis. Mujeres: Martina Navratilova vence a Andrea Jaeger.
- US Open: Hombres: Jimmy Connors vence a Ivan Lendl. Mujeres: Martina Navratilova vence a Chris Evert.

## Cine
- 8 de abril: La película británica Gandhi gana 8 Óscars, incluido mejor película.
- A Christmas Story de Bob Clark.
- Christine de John Carpenter, basada en la novela homónima del escritor Stephen King.
- Cujo de Lewis Teague, basada en la novela homónima del escritor Stephen King.
- El sentido de la vida de los Monty Python.
- El cuarto hombre de Paul Verhoeven.
- Flashdance de Adrian Lyne.
- La fuerza del cariño de James L. Brooks, ganadora del Óscar a mejor película. Actúan Shirley MacLaine y Jack Nicholson.
- National Lampoon's Vacation de Harold Ramis con Chevy Chase, Beverly D'Angelo y Anthony Michael Hall.
- Octopussy de John Glen, decimotercera película de James Bond y la sexta realizada por Roger Moore.
- Psicosis II de Richard Franklin.
- Risky Business de Paul Brickman, protagonizada por Tom Cruise.
- Scarface de Brian De Palma protagonizada por Al Pacino y Michelle Pfeiffer, remake de la película homónima de 1932 y basada en el libro homónimo de 1929 escrito por Armitage Trail.
- Star Wars: Episode VI - Return of the Jedi de Richard Marquand y George Lucas, tercera película de la saga de Star Wars y última de la primera trilogía de la saga.
- Staying Alive de Sylvester Stallone con John Travolta, secuela de la película Saturday Night Fever de 1977.
- Superman III de Richard Lester. Actúan Christopher Reeve y Richard Pryor.
- Tiburón 3-D de Joe Alves con Dennis Quaid y Lea Thompson.
- The Outsiders de Francis Ford Coppola con C. Thomas Howell, Ralph Macchio, Patrick Swayze y Emilio Estévez.
- Twilight Zone: The Movie de Joe Dante, Steven Spielberg, John Landis y George Miller, película infame por un accidente en el set que mató al actor Vic Morrow y los niños actores Myca Dinh Le y Renee Shin-Yi Chen. Este accidente provocó la modificación de leyes sobre el uso de niños actores en Hollywood.
- Zelig de Woody Allen.

## Música

### Noticias
- Madonna debuta como solista con su álbum homónimo.
- Se lanza el vídeo musical Michael Jackson's Thriller dirigido por John Landis.
- Se crea la banda estadounidense Stryper.
- Se crea la banda estadounidense Bon Jovi.
- Se crea la banda española Peor Impossible.
- Se crea la banda estadounidense de thrash metal Megadeth.
- Se crea la banda estadounidesnse Red Hot Chili Peppers.
- Se crea la banda estadounidense NOFX.

### Discografía
- AC/DC: Flick of the Switch
- Accept: Balls To The Wall
- Air Supply: Greatest Hits y Making Love Out of Nothing at All
- Alaska y Dinarama: Canciones Profanas
- Alejandro Lerner: Todo a pulmón
- Asia: Alpha
- Bad Brains: Rock for Light
- Bad Religion: Into the Unknown
- Barón Rojo: Metalmorfosis
- Barricada: Noche de Rock&Roll

- Billy Idol : Rebel Yell
- Billy Joel:  An Innocent Man
- Black Sabbath: Born Again
- Bob Dylan: Infidels
- Bryan Adams: Cuts Like a Knife
- Cadillac: Un día más
- Camilo Sesto: Con ganas
- Chaos UK: Chaos UK
- Charly García: Modern Clix
- Cheap Trick: Next Position Please
- Culture Club: Colour by Numbers
- Cyndi Lauper: She's So Unusual
- Daniela Romo: Daniela Romo
- David Bowie: Let's Dance
- Def Leppard: Pyromania
- Depeche Mode: Construction Time Again
- Die Toten Hosen: Opel-Gang
- Dio: Holy Diver
- Dirty Rotten Imbeciles: Dirty Rotten EP
- Donna Summer: She Works Hard for the Money
- Duran Duran: Seven And The Ragged Tiger
- Eskorbuto: Jodiéndolo todo y Mucha policía, poca diversión.
- Eurythmics: Sweet dreams are made of this
- Eva Ayllón: Eva Ayllón
- Gato Pérez: Música
- Genesis: Genesis
- Indochine: Le Péril Jaune
- Irene Cara: What a Feelin'
- Iron Maiden: Piece of mind
- Jean-Michel Jarre: Music for supermarket (una sola copia impresa).
- Joan Manuel Serrat: Cada loco con su tema
- José José: Secretos
- Journey: Frontiers
- Julio Iglesias: En concierto
- Kiss: Lick it up
- La Polla Records: ¿Y ahora qué?
- Les Luthiers: Volumen VII
- Lionel Richie: Can’t slow down
- Los Chichos: Déjame solo
- Los Violadores: Los Violadores
- Lucía Méndez: Enamorada
- Madonna: Madonna
- María Jiménez: Por primera vez
- Mazapán: ¡¡Vengo a convidarte!!
- Mecano: ¿Dónde está el país de las hadas?
- Melissa: Melissa
- Mercyful Fate:  álbum
- Metallica: Kill 'Em All
- Misfits: Beware EP
- Miami Sound Machine: A toda máquina
- Mike Oldfield: Crises
- Minor Threat: Out of Step
- Mötley Crüe: Shout at the Devil
- Nena: Nena
- New Order: Power, Corruption & Lies.
- Ozzy Osbourne: Bark at the moon
- Paul McCartney: Pipes of Peace
- Peter Schilling: Major Tom (Coming Home)
- Pink Floyd: The Final Cut
- Pink Floyd: Works
- Quiet Riot: Metal Health
- Richard Clayderman: Ein Traum Von Liebe y The music of
- Righeira: Righeira
- Ringo Starr: Old Wave
- Ritchie: Vôo de coração
- Roberto Blades y Orquesta Inmensidad: Lágrimas
- Roberto Carlos: El amor y la moda
- Rod Stewart: Body Whishes
- Sentimiento Muerto: El amor ya no existe
- Siniestro Total: Siniestro Total II: El regreso
- Siouxsie And The Banshees- Nocturne (concierto en el Royal Albert Hall)
- Slayer: Show no Mercy
- Stevie Ray Vaughan: Texas Flood
- Suicidal Tendencies: Suicidal Tendencies
- Talking Heads: Speaking in Tongues
- The Police: Synchronicity
- The Rolling Stones: Undercover
- The Misfits: Earth A.D.
- UB40: Labour of Love
- Uriah Heep: Head First
- U2: War
- V8: Luchando por el metal
- Vangelis: Antarctica
- Yazoo: You and Me Both
- Yes: 90125
- Yola Polastry: Yola Discoteque
- Yuri: Yo te amo, te amo
- ZZ Top: Eliminator

### Festivales
- El 23 de abril se celebra la XXVIII edición del Festival de la Canción de Eurovisión en Múnich,  Alemania Occidental.
  - Ganador/a: La cantante Corinne Hermèscon la canción «Si la vie est cadeau» representando a Luxemburgo .

## Premios Nobel
- Física: Subrahmanyan Chandrasekhar y William Alfred Fowler.[7]
- Química: Henry Taube.[7]
- Medicina: Barbara McClintock.[7]
- Literatura: William Golding.[7]
- Paz: Lech Wałęsa.[7]
- Economía: Gerard Debreu.[7]

## Premios Príncipe de Asturias
- Artes: Eusebio Sempere.
- Ciencias Sociales: Julio Caro Baroja.
- Comunicación y Humanidades: diario El País.
- Cooperación Internacional: Belisario Betancur.
- Investigación Científica y Técnica: Luis Antonio Santaló Sors.
- Letras: Juan Rulfo.

## Premio Cervantes
- Rafael Alberti